# زولوتونوژکا
زولوتونوژکا (به لاتین: Zolotonozhka) یک منطقهٔ مسکونی در روسیه است که در استان آمور واقع شده‌است.